# Campeonato Mundial de Halterofilismo de 2018 - Até 64 kg feminino
A categoria até 64 kg feminino foi um evento do Campeonato Mundial de Halterofilismo de 2018, disputado na Arena de Halterofilismo de Asgabade, em Asgabade, no Turquemenistão, entre 4 e 5 de novembro de 2018. 

## Calendário
Horário local (UTC+5)
| Dia           | Horário | Fase    |
| ------------- | ------- | ------- |
| 4 de novembro | 22:00   | Grupo D |
| 5 de novembro | 08:00   | Grupo C |
| 5 de novembro | 14:25   | Grupo B |
| 5 de novembro | 19:55   | Grupo A |

## Medalhistas
| Evento    | Ouro           | Ouro   | Prata               | Prata  | Bronze                 | Bronze |
| --------- | -------------- | ------ | ------------------- | ------ | ---------------------- | ------ |
| Arranque  | Deng Wei (CHN) | 112 kg | Loredana Toma (ROU) | 110 kg | Karina Goricheva (KAZ) | 107 kg |
| Arremesso | Deng Wei (CHN) | 140 kg | Rim Un-sim (PRK)    | 134 kg | Mercedes Pérez (COL)   | 127 kg |
| Total     | Deng Wei (CHN) | 252 kg | Rim Un-sim (PRK)    | 239 kg | Loredana Toma (ROU)    | 234 kg |

## Recordes
Antes desta competição, o recorde mundial da prova era o seguinte:
| Recorde         | Tipo      | Atleta         | Peso   | Local | Data                  |
| Recorde Mundial | Arranque  | Padrão mundial | 110 kg |       | 1 de novembro de 2018 |
| Recorde Mundial | Arremesso | Padrão mundial | 138 kg |       | 1 de novembro de 2018 |
| Recorde Mundial | Total     | Padrão mundial | 245 kg |       | 1 de novembro de 2018 |

Os seguintes novos recordes foram estabelecidos durante esta competição.
| Arranque  | 112 kg | Deng Wei (CHN) | Recorde mundial |
| Arremesso | 140 kg | Deng Wei (CHN) | Recorde mundial |
| Total     | 247 kg | Deng Wei (CHN) | Recorde mundial |
| Total     | 250 kg | Deng Wei (CHN) | Recorde mundial |
| Total     | 252 kg | Deng Wei (CHN) | Recorde mundial |

## Resultado
Os resultados foram os seguintes. 
| Pos.              | Atleta                       | Grupo | Arranque (kg) | Arranque (kg) | Arranque (kg) | Arranque (kg)     | Arremesso (kg) | Arremesso (kg) | Arremesso (kg) | Arremesso (kg)    | Total |
| Pos.              | Atleta                       | Grupo | 1             | 2             | 3             | Resultado         | 1              | 2              | 3              | Resultado         | Total |
| ----------------- | ---------------------------- | ----- | ------------- | ------------- | ------------- | ----------------- | -------------- | -------------- | -------------- | ----------------- | ----- |
| Medalha de ouro   | Deng Wei (CHN)               | A     | 110           | 110           | 112           | Medalha de ouro   | 135            | 138            | 140            | Medalha de ouro   | 252   |
| Medalha de prata  | Rim Un-sim (PRK)             | A     | 105           | 109           | 109           | 4                 | 130            | 134            | 137            | Medalha de prata  | 239   |
| Medalha de bronze | Loredana Toma (ROU)          | A     | 106           | 110           | 112           | Medalha de prata  | 124            | 128            | 129            | 7                 | 234   |
| 4                 | Mercedes Pérez (COL)         | A     | 100           | 105           | 108           | 5                 | 127            | 131            | 131            | Medalha de bronze | 232   |
| 5                 | Assem Sadykova (KAZ)         | B     | 96            | 101           | 104           | 6                 | 120            | 125            | 130            | 4                 | 226   |
| 6                 | Karina Goricheva (KAZ)       | B     | 100           | 100           | 107           | Medalha de bronze | 113            | 117            | 121            | 17                | 224   |
| 7                 | Tima Turieva (RUS)           | A     | 96            | 101           | 101           | 7                 | 117            | 122            | 126            | 12                | 223   |
| 8                 | Rosive Silgado (COL)         | A     | 95            | 98            | 98            | 10                | 125            | 129            | 130            | 6                 | 223   |
| 9                 | Angie Palacios (ECU)         | C     | 91            | 95            | 100           | 8                 | 115            | 120            | 122            | 10                | 222   |
| 10                | Maude Charron (CAN)          | B     | 97            | 97            | 97            | 11                | 120            | 123            | 123            | 9                 | 220   |
| 11                | Giorgia Bordignon (ITA)      | A     | 95            | 95            | 100           | 9                 | 120            | 124            | 124            | 15                | 220   |
| 12                | Yusleidy Figueroa (VEN)      | B     | 93            | 95            | 95            | 20                | 121            | 125            | 130            | 5                 | 218   |
| 13                | Mattie Sasser (USA)          | A     | 94            | 97            | 100           | 12                | 120            | 121            | 125            | 13                | 218   |
| 14                | Tatiana Aleeva (RUS)         | B     | 90            | 94            | 95            | 14                | 114            | 119            | 122            | 11                | 217   |
| 15                | Sarah Davies (GBR)           | B     | 92            | 94            | 95            | 16                | 118            | 121            | 123            | 8                 | 217   |
| 16                | Zoe Smith (GBR)              | B     | 92            | 92            | 95            | 13                | 117            | 120            | 120            | 14                | 215   |
| 17                | Anni Vuohijoki (FIN)         | B     | 92            | 94            | 95            | 15                | 114            | 115            | 118            | 16                | 213   |
| 18                | Park Min-kyung (KOR)         | C     | 90            | 93            | 96            | 17                | 110            | 115            | 115            | 21                | 208   |
| 19                | Rakhi Halder (IND)           | B     | 88            | 92            | 94            | 22                | 116            | 120            | 120            | 19                | 208   |
| 20                | Hunter Elam (USA)            | B     | 90            | 93            | 94            | 29                | 114            | 116            | 117            | 18                | 207   |
| 21                | Kumushkhon Fayzullaeva (UZB) | B     | 90            | 93            | 94            | 30                | 112            | 115            | 116            | 20                | 206   |
| 22                | Kiana Elliott (AUS)          | B     | 92            | 92            | 95            | 23                | 110            | 113            | 116            | 23                | 205   |
| 23                | Namika Matsumoto (JPN)       | B     | 93            | 93            | 95            | 21                | 109            | 109            | 111            | 26                | 204   |
| 24                | Mahassen Fattouh (LBN)       | C     | 86            | 89            | 92            | 32                | 109            | 114            | 116            | 22                | 203   |
| 25                | Nuray Levent (TUR)           | C     | 89            | 90            | 94            | 27                | 108            | 112            | 115            | 24                | 202   |
| 26                | Kim Ye-ra (KOR)              | D     | 84            | 86            | 89            | 31                | 105            | 108            | 111            | 25                | 200   |
| 27                | Lisa Marie Schweizer (GER)   | C     | 88            | 91            | 91            | 24                | 105            | 108            | 110            | 33                | 199   |
| 28                | Beáta Jung (HUN)             | C     | 90            | 90            | 93            | 19                | 101            | 105            | 108            | 36                | 198   |
| 29                | Philippa Malone (AUS)        | C     | 90            | 93            | 93            | 25                | 108            | 112            | 112            | 31                | 198   |
| 30                | Saara Leskinen (FIN)         | C     | 87            | 90            | 90            | 28                | 105            | 108            | 111            | 32                | 198   |
| 31                | Siuzanna Valodzka (BLR)      | C     | 85            | 90            | 92            | 26                | 103            | 108            | 108            | 34                | 198   |
| 32                | Ganzorigiin Anuujin (MGL)    | C     | 89            | 89            | 92            | 33                | 109            | 113            | 113            | 28                | 198   |
| 33                | Irene Martínez (ESP)         | C     | 90            | 93            | 95            | 18                | 104            | 104            | 104            | 37                | 197   |
| 34                | Olauwatoyin Adesanmi (NGR)   | D     | 85            | 85            | 90            | 35                | 110            | 110            | 115            | 27                | 195   |
| 35                | Ana de Gregorio (ESP)        | D     | 84            | 84            | 87            | 34                | 98             | 103            | 106            | 35                | 193   |
| 36                | Rachel Siemens (CAN)         | D     | 82            | 84            | 86            | 36                | 105            | 108            | 108            | 30                | 192   |
| 37                | Mona Pretorius (RSA)         | C     | 83            | 83            | 88            | 37                | 102            | —              | —              | 38                | 185   |
| 38                | Yasmin Zammit Stevens (MLT)  | D     | 80            | 83            | 83            | 39                | 96             | 99             | 101            | 40                | 179   |
| 39                | Mabia Akhter (BAN)           | D     | 75            | 79            | 79            | 41                | 100            | 100            | 103            | 39                | 179   |
| 40                | Eliška Pudivítrová (CZE)     | D     | 75            | 75            | 79            | 40                | 96             | 99             | 99             | 41                | 178   |
| 41                | Megan Signal (NZL)           | D     | 75            | 79            | 82            | 38                | 95             | 100            | 100            | 45                | 177   |
| 42                | Robyn February (RSA)         | D     | 74            | 78            | 82            | 42                | 98             | 99             | 99             | 42                | 177   |
| 43                | Ivana Horná (SVK)            | D     | 75            | 78            | 80            | 43                | 97             | 97             | 98             | 43                | 176   |
| 44                | Eliška Fernezová (SVK)       | D     | 74            | 74            | 77            | 44                | 95             | 100            | 100            | 44                | 169   |
| —                 | Akane Yoshida (JPN)          | C     | 87            | 87            | 87            | —                 | 106            | 109            | 109            | 29                | —     |
| —                 | Kim Hyo-sim (PRK)            | A     | 111           | 111           | 111           | —                 | —              | —              | —              | —                 | —     |
| DSQ               | Lin Tzu-chi (TPE)            | A     | 105           | 105           | 108           | —                 | 130            | 130            | 133            | —                 | —     |
| DSQ               | Rattanawan Wamalun (THA)     | A     | 99            | 102           | 105           | —                 | 131            | 135            | 137            | —                 | —     |